# Повернення до Едему (телесеріал)
«Повернення до Едему» (англ. Return to Eden) — австралійський телесеріал за однойменним романом Розалінд Майлз. Складається з двох частин — мінісеріалу (3 епізоди по 90 хвилини), прем'єрний показ якого відбувся на каналі Network Ten 27 вересня — 29 вересня 1983 року, та телесеріалу (22 епізоди по 45 хвилин), вперше показаного там само 10 лютого — 8 липня 1986 року. У головній ролі — Ребекка Гіллінг.

## Сюжет

### Мінісеріал (1983)
40-річна Стефані Гарпер, яка по смерті батька стала однією з найбагатших жінок Австралії, і її третій чоловік Грег Марсден, відомий тенісист, вирушають до маєтку Гарперів «Едем», де скоро до них приєднується найкраща подруга Стефані — Джиллі Стюарт. Стефані не підозрює про інтрижку між чоловіком і подругою, як і про те, що Грег вирішив позбутися її, щоб заволодіти її статками. Під час прогулянки на човні Грег на очах у Джиллі зіштовхує Стефані у воду, де на неї нападає великий крокодил.
Стефані дивом вдалося вижити завдяки немолодому відлюднику Дейву Веллсу. Не знаючи імені жінки, — через шок Стефані втратила пам'ять, — Дейв назвав її Тара, за ім'ям дівчини, яку кохав у юності і матір якої бачила в кіно лише один фільм — «Звіяні вітром», тому й назвала свою дочку за назвою маєтку головної героїні. Згадавши все і зрозумівши, як з нею вчинили ті, кого вона вважала найближчими людьми, Стефані вирішує помститися чоловікові і подрузі.
Стефані під ім'ям Тари Веллс лягає у клініку пластичної хірургії у Квінсленді, де знайомиться з доктором Деном Маршаллом, який робить їй операцію. По виході з клініки Стефані повертається до Сіднею з новою зовнішністю, перетворившись на Тару Веллс — вродливу і впевнену у собі провінціалку, яка мріє про кар'єру моделі. Скоро її обличчя з'являється на обкладинці журналу «Vogue». На благодійному тенісному матчі Тара знайомиться з Марсденом, якому потрібно чекати сім років, щоб одержати спадок, і скоро вони починають зустрічатися.
Тара вмовляє Грега поїхати разом до маєтку його «покійної» дружини, де Стефані врешті отримує змогу помститися чоловікові і подрузі, повернутися до своїх дітей Денніса і Сари, та почати нове життя з доктором Деном Маршаллом.

### Телесеріал (1986)
7 років потому Стефані успішна в бізнесі і щаслива у шлюбі з Деном Маршаллом. Її діти вже дорослі: Сара збирається одружитися, Денніс допомагає матері в управлінні компанією «Гарпер Майнінг». Модельна агенція, у якій колись Стефані працювала під ім'ям Тара Веллс, також процвітає. Із тюрми, відбувши покарання за співучасть у замаху на вбивство, виходить Джиллі Стюарт, колишня подруга Стефані. Стефані дізнається, що її батько залишив заповіт, в якому визнав Джиллі своєю позашлюбною дочкою і виділив їй значну частину статків. Джейк Сандерс, брат по матері покійного Грега Марсдена, колишнього чоловіка Стефані, намагається заволодіти «Гарпер Майнінг» і розорити Стефані, тим самим помстившись за смерть брата. Білл МакМастер, управляючий «Гарпер Майнінг», повідомляє Стефані, що його син Том, з яким збирається одружитися її дочка Сара, насправді їм з дружиною не рідний, — колись вони всиновили того самого хлопчика, якого народила юна неодружена Стефані, а її батько віддав на усиновлення…

## У ролях

### Мінісеріал (1983)
- Ребекка Гіллінг — Стефані Гарпер, вона ж топмодель Тара Веллс
- Джеймс Смайллі — Ден Маршалл, пластичний хірург
- Джеймс Рейн — Грег Марсден, тенісист, третій чоловік Стефані і коханець Джиллі
- Венді Г'юз — Джиллі Стюарт, близька подруга Стефані і коханка Грега
- Джон Лі — Філіп Стюарт, адвокат, чоловік Джиллі
- Пітер Гвінн — Білл МакМастер, генеральний директор компанії «Гарпер Майнінг», якою володіє Стефані
- Патриція Кеннеді — Кейт Басклейн, економка маєтку «Едем», яка виростила Стефані
- Білл Керр — Дейв Веллс, відлюдник, який врятував Стефані і дав їй ім'я Тара
- Олівія Хамнетт — Джоанна Ренделл, власниця модельної агенції у Сіднеї
- Кріс Гейвуд — Джейсон Пібблз, фешн-фотограф, бізнес-партнер Джоанни
- Джейсон Данкан — Денніс Гарпер, син Стефані від другого шлюбу
- Ніколь Пайнер — Сара Гарпер, дочка Стефані від першого шлюбу

### Телесеріал (1986)
- Ребекка Гіллінг — Стефані Гарпер
- Джеймс Смайлі — доктор Ден Маршалл, четвертий чоловік Стефані
- Пета Топано — Джиллі Стюарт
- Деніел Ебінері — Джейк Сандерс, брат Грега Марсдена по матері
- Пітер Казенс — Денніс Гарпер, син Стефані від другого шлюбу
- Никкі Полл — Сара Гарпер, дочка Стефані від першого шлюбу
- Воррен Блонделл — Том МакМастер, наречений Сари
- Пітер Гвінн — Білл МакМастер, управляючий «Гарпер Майнінг»
- Меган Вільямс — Кассі Джонс, помічниця Білла
- Анджело Д'Анджело— Анджело Вітале, боксер, друг Денніса
- Род Андерсон — Антон Паркер, адвокат, помічник Джейка
- Енн Бріск — Гіларі, секретарка у «Гарпер Майнінг»
- Джон Лі — Філіп Стюарт, адвокат, колишній чоловік Джиллі
- Саскія Пост — Джессіка Стюарт, племінниця Філіпа Стюарта, кохана Дена після розлучення зі Стефані
- Сюзен Ройланс — Олівія Даун, подруга Джиллі по тюрмі
- Робін Ремсей — шейх Амаль, друг і бізнес-партнер Стефані
- Кейт Абердайн — Джоно Раян, охоронець Стефані
- Венді Плейфайр — Ріна МакМастер, дружина Білла
- Баррі Девіс — Робертс, дворецький Стефані
- Джон Лей — Тоні Тейлор, менеджер Анджело
- Тамазінн Ремсей — принцеса Таліфа, сестра шейха Амаля
- Грем Гарві — Кріс, син Стефані і шейха Амаля
- Наомі Воттс — модель

## Нагороди
Logie Awards (1984)
- Найкраща акторка другого плану (Венді Г'юз).

## Інші версії
- 1988 — Жага помсти (гінді खून भरी माँग, Khoon Bhari Maang), індійський фільм. У головних ролях Рекха, Кабір Беді та Сону Валія.